# Transipochira sikkimensis
Transipochira sikkimensis là một loài bọ cánh cứng trong họ Cerambycidae.